# لیدسخندام
لیدسخندام (به هلندی: Leidschendam) یک منطقهٔ مسکونی در هلند است که در لیدسخندام-فوربورخ واقع شده‌است. لیدسخندام ۸٫۴۴ کیلومتر مربع مساحت و ۳۲٬۴۸۰ نفر جمعیت دارد و ۰ متر بالاتر از سطح دریا واقع شده‌است.